# Bracon admotus
Bracon admotus är en stekelart som beskrevs av Papp 2000. Bracon admotus ingår i släktet Bracon och familjen bracksteklar. Inga underarter finns listade.